# Uroš Potočnik (igralec)
Uroš Potočnik je slovenski filmski in gledališki igralec. Rojen 13. 05. 1971 v Ljubljani (Jugoslavija/Slovenija). 1997 je diplomiral iz dramske igre na AGRFT. Živi in ustvarja v Ljubljani.   
Delo:
ODER:
2024, Post punk kabaret/Uroš Potočnik/MOL in Pionirski teater
2024, Breznoge žoge ali kam je odskakljala Skokica/Uroš Potočnik/Občina Kamnik
2024, Nezaželeni/Farič/vloga: Frenk/Cankarjev dom in Zavod Flota
2023, Vitez, zmaj in jezero/Uroš Potočnik/Občina Kamnik
2022, Pandorina skrinjica/KUD Zofka/K. Komljanec/Prometej
2022, Deklica in kapitan/Uroš Potočnik/Občina Kmanik
2020, Povodni Mož/Iuna Ornik/ Uroš Potočnik/Občina Kamnik, Občina Ivančna Gorica/Lalanit
2019, Starinarnica/Uroš Potočnik/Občina Kamnik, (Korel), Uroš Potočnik
2018, Na otoku/Ivan Cankar/Uroš Potočnik, Medobčinski muzej Kamnik/Občina Kamnik, (Franc Kosirnik, Uroš Potočnik
2017, Moški v visokem stolpcu, SMG/občina Kamnik, (Hans, pripovedovalec, inštrumentalist/vokalist), Uroš Potočnik
2017, Dejansko gospod, Zavod novi zato, (sedem likov), Samo M. Strelec
2016, Republika Slovenija, SMG/Maska, (Milan Smolnikar, specijalec), anonimni avtorji
2015, Skrivnostni cvet, Botanični vrt Univerze v Ljubljani (škrat Jurček Marelnik), Uroš Potočnik
2015, KUHAJMO Z JAJCI, Dom kulture Kamnik (Dr. Pečenka), Jaka Andrej Vojevec
2014, MESTO GREHA, Center kulture Španski borci (Piki), Uroš Potočnik
2013, KRALJ MATJAŽ V ČASOVNI ZANKI, Dom kulture Kamnik (Kralj Matjaž), Uroš Potočnik
2013, Lekcija; Dom kulture Kamnik, Center kulture Španski borci (Profesor), Uroš Potočnik
2012, Srečen konec sveta, KUD France Prešeren Ljubljana (več samostojnih likov), Mitja Lovše
2012, Diktator V.D.; Sulc, Runkelj; KUD France Prešeren Ljubljana, Uroš Potočnik
2011, Alfa samec, MESNICA, GLEJ Ljubljana, Sabina Schwenner
2011, Rudolf, RUDOLFOVO VSTAJENJE, Sokolc, Novo mesto, Uroš Potočnik/Sokolc
2010, Kapitan, TRANSTEATER, KUD France Prešeren, Uroš Potočnik
2010, Pisek, HLAPCI, Anton Podbevšek teater Novo mesto/PG Kranj, Matjaž Berger
2009, Škrat Jurček Marelnik, IZGUBLJENI GLASEK, KUD France Prešeren, SITI Teater, Uroš Potočnik
2009, Lord Warburton, Portret neke gospe, Anton Podbevšek teater Novo mesto, Matjaž Berger
2008, nastopajoči, Smeti na Luni, Mestno gledališče Ptuj, Niko Goršič
2008, sedem likov, 300 KOSMATIH, Siti teater, Žanina Mirčevska
2008, Klobučnik, KABARET LUKNJA, LGL, Matic Solce
2008, Minimus, kralj, ŽELEZNA GORA, LD Jože Pengov, Dušan Šarotar
2008, Jazon, JAZON IN ARGONAVTI, Plavajoče gledališče
2007, Ribič, GOSKE, LGL, Alenka Pirjevec
2007, Kazimir, KAZIMIRJEVE RANE PESMI, KD Kamnik, Uroš Potočnik
2007, Batman, BAD BOYS, BAD GIRLS, Mestna galerija, več avtorjev
2007, Poslanec Zemlje, MOJA MALA REVOLUCIJA, PTL, Uroš Potočnik
2007, Martin Krpan, MARTIN KRPAN, KUD Nor, Dušan Teropšič
2007, kardinal Bellarmin, matematik, teolog, mestni oče, GALILEO GALILEI, Anton Podbevšek teater Novo mesto, Matjaž Berger
2006, Baron Munchhousen, ČASOPOT LAŽNJIVEGA KLJUKCA ALI PO TUJE HYERONIMUSMUSA MUNCHHAUSNA ZA ENEGA SAMEGA SAMCATEGA IGRALCA IN MALO ŠTEVILNEJŠI »SLIDE SHOW«,
2006, Jan, NESPORAZUM, KUD France Prešeren,
2006, B: Njen moški, Vanitas mundi, Gledališče Glej, Jerneja Kušar
2006, Ribič, Vodnik, NEVIDNO MESTO, Zavod Senzorium, Gabriel Hernandez
2005, Norec, Ogledalo, SNEGULJČICA, Frank teater, Uroš Potočnik
2005, Major Akojek, ARGENTINSKI TANGO ALI JUTRI BOMO ZMAGALI, Frank teater, Uroš Potočnik
2004, oseba B, JAM SESSION ALI NIHČE NE VPRAŠA JABLANE, Frank teater, Uroš Potočnik
2003, Ben, STREŽNI JAŠEK, Frank teater, Uroš Potočnik
2003, Policijski uradnik, Tartuffe, SLG Celje, Mile Korun
2003, Diomedes, Troilus in Kresida, SLG Celje, Dušan Jovanović
2002, Gospod Blažič, župnik, Čaj za dve, SNG Maribor, Robert Raponja
2001, Strašilo, Čarovnik iz Oza, SNG Maribor, Branko Kraljevič
2001, Inšpektor, policaj, dedek, ZNIŽANO, ZNIŽANO, KUPITE, KUPITE, Narodni dom Maribor, Rok Viličnik
2001, Prvi tip, Corchuelo, Durandante, Budist, Sigismund, Pedro, Don Kihot, SNG Maribor, Aleksandar Popovski
2000, Špicelj, Komornik, Urdanik, Glasnik, Berač, 1821. Historično-ljubavni igrokaz, MGL, Zvone Šedlbauer
1999, Philo, Antonijev vojak, Antonij in Kleopatra, MGL, Zvone Šedlbauer
1998, Policaj, Policija, Prešernovo gledališče Kranj, Jaša Jamnik
1997, Pete, Rešeni, MGL, Zvone Šedlbauer
1996, Individuum, Galilejevo življenje, MGL, Vinko Möderndorfer
1996, Giovanni, NOČ, Kulturni dom Nova Gorica, Anja Medved
1996, Polonij, HAMLET, Akademijski studio in družina Begunci, Aleš Horvat
1995, Smrt, Pik as, Ljudožerci, AGRFT, Aleš Novak
1995, Fina, Gospod Puntila in njegov hlapec Matti, AGRFT, Jernej Lorenci
1994, Sel, Stražar, Glasnik, Feničanke (Z dodanimi prizori iz Sofoklove Antigone), AGRFT, Tomi Janežič
1994, Smerdjakov, BRATJE KARAMAZOVI, Akademijski studio in gledališka družina Rusli, Sebastijan Horvat

……, Zmešnjava, Matiček se ženi, AGRFT, ………….
……., Kostiljov, Na dnu, AGRFT, …………
……, Jago, Trije inserti, AGRFT,………….
FILM:
2023, Borut, kratki, SANJE, Nejc Hafner
2023, Gospod, kratki, ČAKALNI SEZNAM, Matic Štamcar
2023, Inšpektor, kratki, KONTEJNER, Simon Intihar
2018, Gartner, celovečerni, VSI PROTI VSEM (film je v postprodukciji), Andrej Košak
2016, Neznanec, celovečerni, NOČNO ŽIVLJENJE, Damjan Kozole
2014, Moški 1, celovečerni, INFERNO, Forum – Ljubljana, Vinko Moderndorfer
2010, Djuro, kratki, PRVI DAN V SLUŽBI, Famul, Urška Djukić
2005, Boštjan, celovečerni, Ljubljana je ljubljena, Arsmedia, Matjaž Klopčič
2005, Bolničar, celovečerni, Fino uštimani mrtvaci, Benjamin Filipović
2005, Aleks Brams, celovečerni, Norega se metek ogne, Filmogradnja, Mitja Novljan
2002, Moški v lokalu, celovečerni, LJUBLJANA, Igor Šterk
2002, Johan, celovečerni, Zvenenje v glavi, Novi val, Andrej Košak
2000, nastopajoči, kratki, POLIGON, Arsmedia, Uroš Potočnik
2000, Primož, kratki, MILAGROS, AGRFT, Blaž Švent
1999, Snuff samomorilec, celovečerni, Temni angeli usode, Arsmedia, Sašo Podgoršek
1998, Zasledovalec, celovečerni, Patriot, Timaro Productions, Tugo Štiglic
1998, Direktor banke, kratki, ROP STOLETJA, AGRFT, Urška Kos
1997, nastopajoči, kratki, BLAGAJNIČARKA, AGRFT, Varja Močnik
1996, Bomba/Kadunc, celovečerni, Outsider, RTV Slovenija, Andrej Košak
1995, Zvodnik, kratki, SYRYA, AGRFT, Simon Obleščak
1995, nastopajoči, kratki, DAMA V BELEM, AGRFT, Špela Kuclar
1995, nastopajoči, kratki, LJUBIMCA, AGRFT, Primož Meško
1995, nastopajoči, kratki, PACIENTI, AGRFT, Zoran Živulović
1994, nastopajoči, kratki, POKOJNI, AGRFT, Zoran Živulović
1994, nastopajoči, kratki, LJUBEZEN, AGRFT, Zoran Živulović
1994, nastopajoči, kratki, ZELO KOSMATO VPRAŠANJE, AGRFT, Urša Kos
1994, Moški, kratki, PLAŽA, AGRFT, Urška Kos
1994, Prijatelj 2, kratki, MESTO UMORA, AGRFT, Zoran Živulović
1993, nastopajoči, kratki, PREGLED, AGRFT, Primož Meško
1993, nastopajoči, kratki, MAŠA, AGRFT, Primož Meško
1993, nastopajoči, kratki, ČLOVEŠKI GLAS, AGRFT, Zoran Živulović
1993, Brat 2, kratki, V SOJU NOČI, AGRFT, Primož Meško
1993, Intelektualec, kratki, MARUŠKA, AGRFT, Mitja Novljan

TELEVIZIJA:

2025, Poklicani/Simon
2024, Hiša ljubezni/policist
2023, V imenu Ljudstva/pravosodni policist
2020, Ja, Chef/Mirko
2019, Rene, Ekipa Bled
2018, Prodajalec športnih naprav, Reka ljubezni
2016, Taksist, Da dragi, da draga
2016, Dr. Kraševec, Usodno vino
2016, Veliki mojster igre, Bilo je nekoč – televizijski shou
2012, Operni pevec, Pot domov, igrano-dokumentarni film o Mariju Kogoju, Primož Meško
1998, Borut Rejc, tv film, PET MAJSKIH DNI, RTV Slovenija, Franci Slak
1996, Tonja, celovečerni, Čamčatka, A Atalanta, Mitja Novljan
1995, Desetnik Potočnik, celovečerni, Striptih, RTV Slovenija in Filmal Pro, Filip Robar Dorin
1995, Vodja orjunašev, tv film, Poletna idila, Tugo Štiglic 
REŽIJA - GLEDALIŠČE:

2024, Post punk kabaret/Uroš Potočnik/MOL in Pionirski teater
2024, Breznoge žoge ali kam je odskakljala Skokica/Uroš Potočnik/Občina Kamnik
2023, VITEZ, ZMAJ IN JEZERO, Vrtec Zarja7Občina Kamnik
2022, DEKLICA IN KAPITAN, Dom kulture Kamnik/Občina Kamnik
2019, STARINARNICA, Občina Kamnik
2018, NA OTOKU, Medobčinski muzej Kamnik/Občina Kamnik
2017, MOŠKI V VISOKEM STOLPCU, SMG/občina Kamnik
2015, SKRIVNOSTNI CVET, Botanični vrt Univerze v Ljubljani
2014, MESTO GREHA, Center kulture Španski borci
2013, KRALJ MATJAŽ V ČASOVNI ZANKI, Dom kulture Kamnik
2013, LEKCIJA, Dom kulture Kamnik, Center kulture Španski borci
2011, RUDOLFOVO VSTAJENJE, Sokolc, Novo mesto
2010, TRANSTEATER, KUD France Prešeren
2009, IZGUBLJENI GLASEK, KUD France Prešeren, SITI teater
2007, KAZIMIRJEVE ZBRANE PESMI, KD Kamnik
2007, MOJA MALA REVOLUCIJA, PTL
2006, ČASOPOT LAŽNJIVEGA KLJUKCA ALI PO TUJE HYERONIMUSMUSA MUNCHHAUSNA ZA ENEGA SAMEGA SAMCATEGA IGRALCA IN MALO ŠTEVILNEJŠI »SLIDE SHOW«, KUD France Prešeren
2005, Norec, Ogledalo, SNEGULJČICA, Frank teater, Uroš Potočnik
2005, ARGENTINSKI TANGO ALI JUTRI BOMO ZMAGALI, Frank teater
2004, JAM SESSION ALI NIHČE NE VPRAŠA JABLANE, Frank teater
2003, STREŽNI JAŠEK, Frank teater, KUD France Prešeren
1999, ŠTOPARSKI VODNIK PO GALAKSIJI, DŠBB
1989, TRAGEDIJA NA NOVE ČASE, KD Pedenjmožic 
RECITAL:
2024, Recital punk poezije – Cankarjev dom
2019, Cankarjev dan, Cankarjev vrh;
2018, Sodelovanje na proslavi Rudolfa Maistra Kamnik;
2016, Lirična podoba najslavnejšega slovenskega vojaka (večer poezij Rudolfa Maistra), Rojstna hiša Rudolfa Maistra, Kamnik;
2016, Poezije Williama Shakespearja, Grad Zaprice, Kamnik;
REŽIJA – FILM:
2000, POLIGON,kratki
2001, TINE TRENUTNIK, kratki
2004, PISMO, kratki
SINHRONIZACIJA:
Risanke: 2023 - Miraculous Pikapolona & Črni maček (Mojster Fu),Risanke: Strup produkcija 2017, Martin Krpan (kočijaž), TV Slovenija, 2011, Brat, klop, PIKAPOLONICA HOČE ODRASTI, START film, STRUP produkcija, Miha Knific; Avtomobili (Cars), Svet igrač, Lorax, Zrcalce, zrcalce…

REKLAMA:
Napovedna reklama za POP TV, reklama za barvo (britanski trg), reklama Trolli (Nemčija), reklama Marker`Mark (ZDA); reklama za sir (Francija);
RADIO: Radio Študent, moderna pravljica, redno sodelovanje s programom ARS (RTV)
RADIJSKA IGRA:
2024, Komarji svatbo so imeli; r. Špela Kravogel;
2022, Primeri inšpektorja Vrenka – Hotel Abbazia; r. Ana Krauthaker;
2022, Deset; r. Špela Kravogel;
2021, Medeja... bom postala; r. Špela Kravogel;
MJUZIKEL:
2007, avtor glasbe, PASJE POPOLDNE, LGL, Barbara Bulatović 
GLASBENI SPOT:
2006, režija, LOOSING, Jaff
ZVOČNA IGRA:
2021, KRALJESTVO TRNJA, avtor besedila, glasbe, režija izvedba/Veter Piha, Kralj Norostrah, Vodja orkestra;
GLASBA ZA GLEDALIŠČE:
1999, ŠTOPARSKI VODNIK PO GALAKSIJI, DŠBB
2004, TARFTTUFF, SLG Celje
2004, JAM SEESION ALI NIHČE NE VPRAŠA JABLANE
2005, ARGENTINSKI TANGO ALI JUTRI BOMO ZMAGALI, KD Kamnik
2005, SNEGULJČICA,KD Kamnik
2006, NEVIDNO MESTO, Zavod Senzorium
2006, ČASOPOT LAŽNJIVEGA KLJUKCA ALI PO TUJE HYERONIMUSMUSA MUNCHHAUSNA ZA ENEGA
SAMEGA SAMCATEGA IGRALCA IN MALO ŠTEVILNEJŠI »SLIDE SHOW«, KUD France Prešeren
2007, PASJE POPOLDNE, LGL
2007, MOJA MALA REVOLUCIJA, PTL
2009, IZGUBLJENI GLASEK, KUD France Prešeren/SITI teater
2010, TRANSTEATER, KUD France Prešeren
2015, SKRIVNOSTNI CVET, Botanični vrt univerze v Ljubljani
2016, KUHAJMO Z JAJCI, Dom kulture Kamnik
2017, MOŠKI V VISOKEM STOLPCU, SMG/občina Kamnik
2018, NA OTOKU, Medobčinski muzej Kamnik/Občina Kamnik 
2020, POVODNI MOŽ, Dom kulture Kamnik/Občina Kamnik, Občina Ivančna Gorica/ Društvo lutkovnih ustvarjalcev Lalanit 
2022, DEKLICA IN KAPITAN, Dom kulture Kamnik/Občina Kamnik
2022, PANDORINA SKRINJICA, KUD Zofka
2023, VITEZ, ZMAJ IN JEZERO, Občina Kamnik
2024, Breznoge žoge ali kam je odskakljala Skokica/Uroš Potočnik/Občina Kamnik
2024, Post punk kabaret/Uroš Potočnik/MOL in Pionirski teater

GLASBA ZA FILM:
2000, POLIGON
2001, TINE TRENUTNIK
2004, PISMO
2005, NOREGA SE METEK OGNE – songi v filmu
DRAMSKI TEKSTI:
2024, Post punk kabaret
2024, Breznoge žoge ali kam je oskakljala Skokica
2023, Vitez, zmaj in jezero
2022, DEKLICA IN KAPITAN
2017, MOŠKI V VISOKEM STOLPCU
2015, SKRIVNOSTNI CVET
2014, MESTO GREHA
2013, KRALJ MATJAŽ V ČASOVNI ZANKI
2011, RUDOLFOVO VSTAJENJE
2010, POPRAVITE ME!!!
2009, IZGUBLJENI GLASEK
2008, JAZON IN ARGONAVTI
2007, MOJA MALA REVOLUCIJA
2006, Baron Munchhousen, ČASOPOT LAŽNJIVEGA KLJUKCA ALI PO TUJE HYERONIMUSMUSA MUNCHHAUSNA ZA ENEGA SAMEGA SAMCATEGA IGRALCA IN MALO ŠTEVILNEJŠI »SLIDE SHOW«
1999, ŠTOPARSKI VODNIK PO GALAKSIJI (dramatizacija)
1989, TRAGEDIJA NA NOVE ČASE
FILMSKI IN TV SCENARIJI:
2005, Norega se metek ognE (koscenarist)                           
2004, PISMO
2001, TINE TRENUTNIK
2000, POLIGON
1995, KKK (študentska TV drama)
NAGRADE:
Soudeležen pri več mednarodnih nagradah za najboljši film - Vsi proti vsem. Soudeležen pri: Republika Slovenija (posebna nagrada Borštnikovega srečanja 2016, najboljša predstava na Tednu slovenske drame 2017),HLAPCI; APT (nagrada žirije za najboljšo predstavo na TSD v Kranju, nagrada publike za najboljšo predstavo na TSD v Kranju), PIKAPOLONICA HOČE ODRASTI (nagrada za najboljšo animacijo na FSF 2013 v Portorožu), REPUBLIKA SLOVENIJA (Nagrada za angažiranost ob 25 letnici Slovenske države (skupinska nagrada) – Borštnikovo srečanje 2016, Maribor); Soudeležen pri več skupinskih nagradah za filme...
1. ↑  Uroš Potočnik - ZDUS ZDUS